# Aristea galpinii
Aristea galpinii är en irisväxtart som beskrevs av Nicholas Edward Brown och August Henning Weimarck. Aristea galpinii ingår i släktet Aristea och familjen irisväxter. Inga underarter finns listade i Catalogue of Life.